# Franz Meixner
Franz Meixner (* 6. August 1869 in Vomp, Tirol; † 18. März 1926 in Telfes im Stubai, Tirol) war ein österreichischer römisch-katholischer Priester und Politiker der Christlichsozialen Partei (CSP).

## Ausbildung und Beruf
Nach dem Besuch der Volksschule ging er auf ein Gymnasium und später an die Theologische Lehranstalt in Brixen. Danach wurde er Pfarrer und Landwirt in Telfes.

## Politische Funktionen
- 1911–1918: Abgeordneter des Abgeordnetenhauses im Reichsrat (XII. Legislaturperiode), Wahlbezirk Tirol 16, Landgemeinden Brixen, Sterzing, Klausen, Christlichsoziale Vereinigung deutscher Abgeordneter
- Obmann der Viehzuchtgenossenschaft Telfes

## Politische Mandate
- 21. Oktober 1918 bis 16. Februar 1919: Mitglied der Provisorischen Nationalversammlung, CSP